# The Secret Marriage (film 1913)
The Secret Marriage è un cortometraggio muto del 1913 prodotto dalla Kalem e diretto da J.P. McGowan.

## Trama
Jim Wayburne, un uomo dal carattere molto forte e virile, quando si reca a sud dove deve occuparsi in qualità di ingegnere della costruzione di una ferrovia, si innamora di Nelly Marson, la figlia dei suoi ospiti. Lei, però, anche se colpita dalle sue qualità, dichiara che non lo ama abbastanza da diventare sua moglie. Si innamora a prima vista, invece, di Ned, il fratello di Jim, quando viene in visita. Lui la induce a un matrimonio segreto ma quando lei insiste per rendere pubblico il loro legame, Ned si esaspera e se ne va via, lasciando al fratello una nota dove gli chiede di rimandargli tutti gli effetti personali che ha lasciato a casa. Jim, che non ha mai smesso di amare Nelly e non sapendo nulla del matrimonio, nutre la speranza che lei possa cambiare idea nei suoi confronti. Quando legge il biglietto del fratello che gli fa capire cosa sia veramente accaduto, va alla sua ricerca ma scopre con orrore che Ned è stato ucciso.
Intanto Nelly racconta il suo segreto ai genitori che stanno per cacciarla da casa ma torna Jim con la triste notizia della morte del fratello. Il tempo passa e guarisce molte ferite. In un momento di pericolo, Jim salva Molly e si rende conto che è lui l'uomo destinato a proteggerla per tutta la vita.

## Produzione
Il film fu prodotto dalla Kalem Company.

## Distribuzione
Distribuito dalla General Film Company, il film - un cortometraggio di una bobina - uscì nelle sale cinematografiche degli Stati Uniti il 23 aprile 1913.